# Kościół w Fide
Kościół w Fide – świątynia należąca do diecezji Visby Kościoła Szwecji. Znajduje się w południowej części Gotlandii.

## Architektura
Świątynię wzniesiono w XIII wieku. Najstarszymi jej częściami są nawa i prezbiterium, wieża zaś została dobudowana nieco później. Z kolei latarnia na szczycie wieży to efekt prac z 1826 roku.
Kościół położony jest na niezwykle dobrze zachowanym średniowiecznym cmentarzu, otoczonym niskim murem. Jako budulca użyto piaskowca. W bryle świątyni dostrzec można oryginalne okna, które nigdy nie były przebudowywane.

## Wnętrze

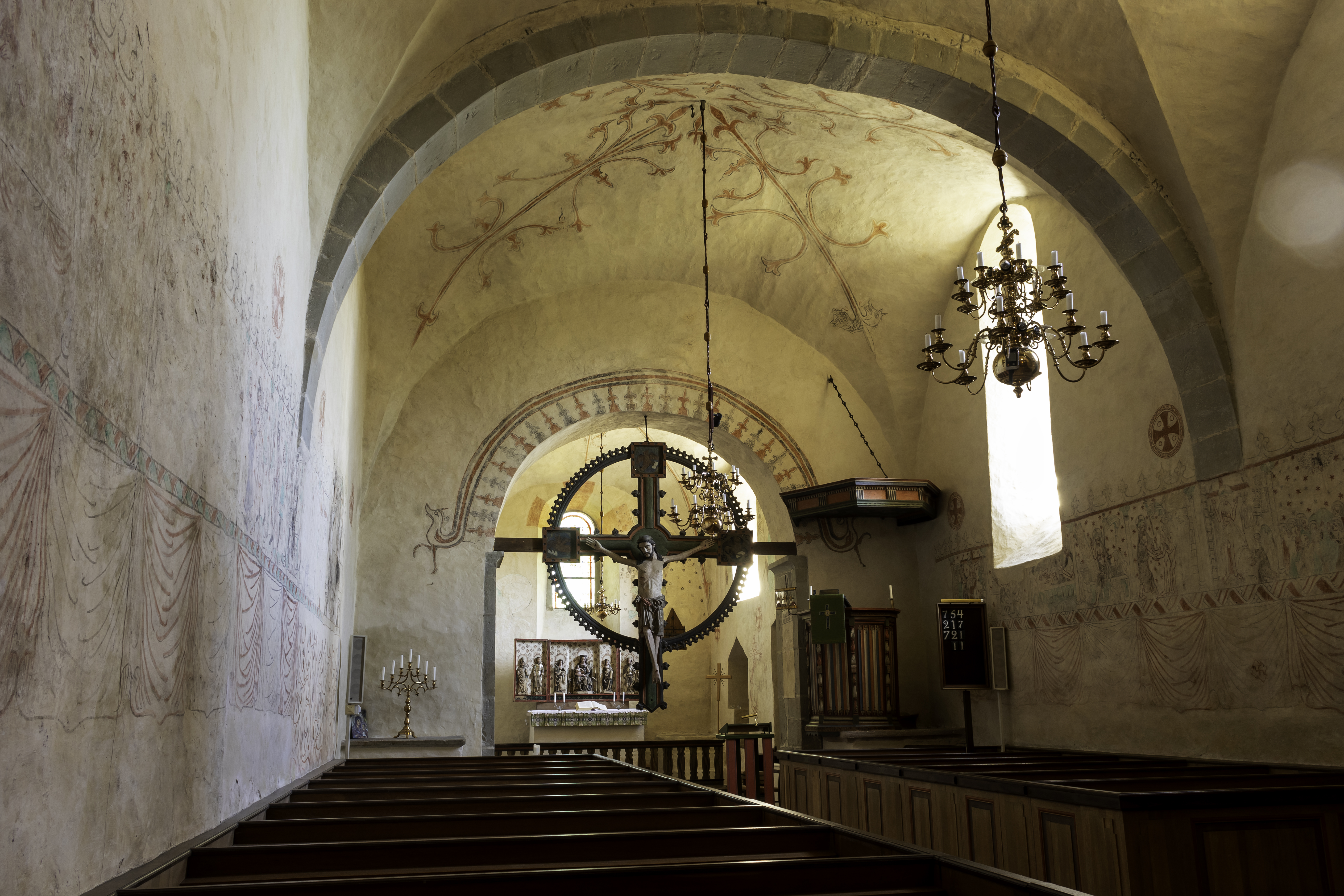
Wnętrze kościoła

Wnętrze kościoła zdobią freski z dwóch różnych okresów. Najstarsze pochodzą z początku XV wieku i zawierają motywy religijne oraz inskrypcję po łacinie, którą odczytano jako lament nad bitwą pod Visby w 1361 roku. Brzmi ona następująco: Pole jest spalone, a ludzie płaczą, bici i w bólu pod mieczem. Drugi zestaw fresków jest nieco późniejszy i przedstawia sceny z męki Chrystusa, a przypisywany jest Mistrzowi Męki Pańskiej.
Ponadto z wyposażenia wnętrza na uwagę zasługuje przede wszystkim średniowieczny ołtarz z początku XV wieku. W kościele znajduje się także krzyż triumfalny z czasów budowy świątyni oraz jedna z najstarszych na Gotlandii ambon, datowana na 1587 rok. W kościele zobaczyć też można wapienną średniowieczną chrzcielnicę.